# Носов, Антон Геннадьевич
Антон Геннадьевич Носов (род. 7 марта 1985) — российский хоккеист, нападающий.

## Биография
Воспитанник ЦСКА, выпускник — «Спартака» Москва. В сезонах 2001/02 — 2002/03 играл в низших лигах и в ВЕХЛ за ЦСКА-2, «Десну» Брянск, МГУ. Сезон 2003/04 провёл в «Спартаке»-2, в плей-офф высшей лиги дебютировал за «Спартак», проведя один матч. В следующем сезоне сыграл 20 матчей за «Спартак» в Суперлиге и 41 — за «Спартак-2» в первой лиге. В сезоне-2005/06 выступал за «Нефтяник» Лениногорск в высшей лиге и за «Спартак-2». Сезон-2006/07 провёл в команде высшей лиги «Южный Урал» Орск. В2007 году перешёл в чеховский «Витязь», за который отыграл один сезон в Суперлиге и два — в КХЛ. Сезон-2010/11 провёл в тюменском «Рубине», в составе которого стал победителем регулярного чемпионата и обладателем Братины, после чего завершил профессиональную карьеру.
Детский тренер в «Янтаре» (с 2024).